# 孙茂 (1955年)
孙茂（1955年8月—），男，中国仿生流体力学家，北京航空航天大学教授、博士生导师。中国教育部第三批长江学者特聘教授。

## 生平
1978年在北京航空学院毕业、1979年取得同校硕士学位；1981年和1983年先后取得美国普林斯顿大学航空系硕士、博士学位、后在美国马里兰大学航空系攻读博士后。
1989年起任北京航空航天大学教授。

## 社会兼职
担任《力学学报》、《航空学报》等多个期刊编委、中国力学学会等多个学会理事。